# 若洲
若洲（日语：／ Wakasu */?）是東京都江東區的町名。截至2012年1月1日為止的人口為0人。郵遞區號136-0083。

## 地理
東京都江東區東南岸，屬城東地域。北至砂町南運河，對岸為新木場。町域內主要為工廠、倉庫、港灣設備，東半部有若洲海濱公園、若洲公園。全域為填埋地。北邊有若洲橋連接新木場，西邊有Tokyo Gate Bridge連結中央防波堤外側埋立地（町名未定）。

### 河川（運河）
- 砂町南運河 - 若洲橋。

### 海洋
- 東京灣

## 歷史
過去稱作東京灣埋立15號地。與潮見、夢之島一樣為垃圾掩埋地。

### 地名由來
意為「年輕之島」，地名是來自若洲橋。

### 沿革
- 1965年11月 - 東京灣埋立15號地開始填埋。
- 1974年5月 - 填埋结束。
- 1990年 - 若洲海濱公園開園，高爾夫球場與露營場等設施完成。

行政地名「若洲」成立於1979年（昭和54年）11月1日。2009年（平成21年）11月1日實施住居表示，設立若洲一、二、三丁目。

## 交通

### 鐵路
町域內沒有鐵路通過。最近的車站是JR東日本京葉線、東京地下鐵有樂町線、東京臨海高速鐵道臨海線新木場站。

### 巴士
- 東京都交通局

## 施設
- 東京木材埠頭
- 若洲海濱公園 - 東京都管理的公園。園內有高爾夫球場。新木場站搭乘巴士15分。
- 若洲公園 - 江東區管理公園。園內有露營場。若洲海濱公園旁。
- 東京都下水道局若洲抽水站
- 東京都環境局15號地抽水機監視所
- Tokyo Gate Bridge - 連結若洲與中央防波堤外側埋立地的橋梁。

## 備註
1. ↑  江東区の世帯と人口（住民基本台帳による） 区民部区民課 平成25年8月1日現在[]
2. ↑   (PDF).   [2012-05-30]. （原始内容 (pdf)存档于2012-12-03）.
3. ↑  江東區の地名由来 - 江東區地域振興部文化観光課文化財係 的存檔，存档日期2013-07-19.，2012年6月1日閲覧。

## 外部連結
- 江東區官方網站 （页面存档备份，存于）